# Stockmattvävare
Stockmattvävare (Tenuiphantes flavipes) är en spindelart som först beskrevs av John Blackwall 1854.  Stockmattvävare ingår i släktet Tenuiphantes och familjen täckvävarspindlar. Arten är reproducerande i Sverige. Inga underarter finns listade i Catalogue of Life.